# Зілвокі (Мічиган)
Зілвокі (англ. Zilwaukee) — місто (англ. city) в США, в окрузі Сегіно штату Мічиган. Населення — 1534 особи (2020).

## Географія
Зілвокі розташоване за координатами 43°29′1″ пн. ш. 83°55′28″ зх. д. / 43.48361° пн. ш. 83.92444° зх. д. (43.483634, -83.924494).  За даними Бюро перепису населення США в 2010 році місто мало площу 6,14 км², з яких 5,74 км² — суходіл та 0,41 км² — водойми.

## Демографія
Згідно з переписом 2010 року, у місті мешкало 1658 осіб у 671 домогосподарстві у складі 442 родин. Густота населення становила 270 осіб/км².  Було 723 помешкання (118/км²).
Расовий склад населення:
| - 92,3 % — білих - 3,7 % — чорних або афроамериканців - 0,5 % — корінних американців - 0,3 % — азіатів - 1,6 % — осіб інших рас |

До двох чи більше рас належало 1,6 %. Частка іспаномовних становила 7,7 % від усіх жителів.
За віковим діапазоном населення розподілялося таким чином: 22,1 % — особи молодші 18 років, 61,3 % — особи у віці 18—64 років, 16,6 % — особи у віці 65 років та старші. Медіана віку мешканця становила 40,0 року. На 100 осіб жіночої статі у місті припадало 99,0 чоловіків;  на 100 жінок у віці від 18 років та старших — 97,3 чоловіків також старших 18 років.
Середній дохід на одне домашнє господарство  становив 55 357 доларів США (медіана — 48 315), а середній дохід на одну сім'ю — 64 566 доларів (медіана — 56 136). Медіана доходів становила 45 250 доларів для чоловіків та 29 468 доларів для жінок. За межею бідності перебувало 17,8 % осіб, у тому числі 6,3 % дітей у віці до 18 років та 5,3 % осіб у віці 65 років та старших.
Цивільне працевлаштоване населення становило 968 осіб. Основні галузі зайнятості: роздрібна торгівля — 19,3 %, освіта, охорона здоров'я та соціальна допомога — 18,1 %, науковці, спеціалісти, менеджери — 11,2 %, виробництво — 11,0 %.